# 李鎮區 (伊利諾伊州布朗縣)
李鎮區（英語：Lee Township）是位於美國伊利諾伊州布朗縣的一個行政鎮區。

## 地方資料
根據2010年美國人口普查的數據，李鎮區的面積為97.60平方千米，當中陸地面積為97.50平方千米，而水域面積為0.10平方千米。當地共有人口318人，而人口密度為每平方千米3.26人。